# Eichholz (Bern)
Das Eichholz ist ein Wald und ein gebräuchliches Quartier im Stadtteil VI Bümpliz-Oberbottigen und im statistischen Bezirk 32 Bethlehem der Stadt Bern. Es grenzt an Eymatt, Gäbelbach, Holenacker, Ackerli und Bethlehemacker. Im Osten liegt der Grosse Bremgartenwald.
Im Eichholz sind keine Bewohner gemeldet, das Quartier ist überwiegend bewaldet.
Der Name Eichholz als Waldung in der Kirchgemeinde Bümpliz lässt sich historisch zurückverfolgen. Der angrenzende gleichgeartete Bremgartenwald gehörte zur Kirchgemeinde Bern, was die Unterscheidung bis heute beeinflusst. Ein gleichnamiger Park Eichholz liegt am Aareufer Wabern bei Bern, wo auch ein Strandbad und ein Camping diesen Namen tragen. Diese Waldung gehörte zur Kirchgemeinde Köniz.
Mindestens zeitweilig befinden sich auf einer Lichtung Lager der Stadtnomaden mit ihren Wohnwagen. Die Autobahn A1 durchschneidet das Eichholz.